# 364
Évszázadok: 3. század – 4. század – 5. század
Évtizedek: 310-es évek – 320-as évek – 330-as évek – 340-es évek – 350-es évek – 360-as évek – 370-es évek – 380-as évek – 390-es évek – 400-as évek – 410-es évek
Évek: 359 – 360 – 361 – 362 –  363 – 364 – 365 – 366 – 367 – 368 – 369

## Események

### Római Birodalom
- Iovianus császárt és csecsemőkorú fiát, Varronianust választják consulnak.
- Iovianus Konstantinápolyba indul, de február 17-én holtan találják a sátrában. A birodalom katonai és polgári vezetőinek tanácsa az elit testőrgárda parancsnokát, Valentinianust választja meg császárnak. Valentinianus Konstantinápolyban érve, március 28-án öccsét, Valenst augustusi rangú társuralkodóvá nevezi ki és rábízza a birodalom keleti felének irányítását.
- Mindkét császár megbetegszik, de rövid időn belül felgyógyulnak. Megmérgezésükkel Ephesusi Maximust, Iulianus császár neoplatonista tanítóját vádolják de bizonyíték híján szabadon engedik. A következő évben Maximust sikkasztással vádolva ismét letartóztatják és olyan súlyos pénzbüntetésre ítélik, amit nem tud kifizetni és börtönben tartják, ahol megkínozzák.
- Valentinianus Mediolanumban rendezi be székhelyét. Az év további része kinevezésekkel, a hatóságok átszervezésével telik.
- Alexandriai Theón nap- és holdfogyatkozást is jósol erre az évre és mindkettő be is következik.

## Születések
- Szent Blaesilla, keresztény szent

## Halálozások
- február 17. – Iovianus, római császár (* 331)
- Ko Hung, kínai filozófus, nyelvész

## Fordítás
- Ez a szócikk részben vagy egészben  a(z)   364 című angol Wikipédia-szócikk ezen változatának fordításán alapul.  Az eredeti cikk szerkesztőit annak laptörténete sorolja fel. Ez a jelzés csupán a megfogalmazás eredetét és a szerzői jogokat jelzi, nem szolgál a cikkben szereplő információk forrásmegjelöléseként.